# 膽鹼酯酶抑制劑
膽鹼酯酶抑制劑（cholinesterase inhibitor）又稱抗膽鹼酯酶藥（anti-cholinesterase），是可以避免神經遞質乙酰胆碱分解，或是抑制丁酰胆碱酯酶作用的物質。膽鹼酯酶抑制劑可以增加突觸間隙中可以和蕈毒鹼型乙醯膽鹼受體、尼古丁受體等鍵結的乙酰胆碱及丁酰胆碱。膽鹼酯酶抑制劑可以分為二種：乙醯膽鹼酯酶抑制劑（AChEI）及丁醯膽鹼酯酶抑制劑。
膽鹼酯酶抑制劑可以用在阿茲海默症及重症肌無力的藥物中。其副作用有食欲不振、恶心、呕吐、腹瀉、晚上多夢、脱水、疹、心跳过缓、胃及十二指肠潰瘍、癲癇發作、體重下降、鼻漏、流唾液、抽搐、顫抖等。

## 藥用
有四種膽鹼酯酶抑制劑藥物已在美國核准使用，不過目前只能購買到其中的三種，分別是rivastigmine、多奈哌齐及加蘭他敏，另一種還無法購買到的是塔克寧。
膽鹼酯酶抑制劑常用來治療阿茲海默症及失智症，若對病情有幫助，一般會在開始用藥後二到三個月出現。

## 結合親和力
多奈哌齊、苯絲氨酸、石杉鹼甲及BW284c51是選擇性的乙醯膽鹼酯酶抑制劑
。
而Tetra（monoisopropyl）、pyrophosphoramide（Iso-OMPA）及普羅吩胺是選擇性的丁醯膽鹼酯酶抑制劑。
對氧磷及rivastigmine對於抑制乙醯膽鹼酯酶及丁醯膽鹼酯酶都有幫助。